# Litoral (revista)
Litoral és una revista de creació literària fundada a la ciutat espanyola de Màlaga el 1926 per Emilio Prados i Manuel Altolaguirre, de la qual José María Hinojosa va ser codirector en 1929 .
La seva publicació i difusió va ser decisiva per a la configuració del que avui es coneix com la Generació del 27, un dels grups poètics més influents en la literatura en espanyol del segle xx.

## Història
Dedicada en exclusiva a la poesia en el seu començament, el primer número va aparèixer a la tardor de 1926 amb col·laboracions de Federico García Lorca, José Bergamín, Jorge Guillén i Gerardo Diego entre d'altres, configurant-se el que es coneix com la Generació del 27.
En el segon número, amb portada del pintor Benjamín Palencia, van col·laborar Luis Cernuda i Ramón Gómez de la Serna. I en els successius números i suplements, Rafael Alberti, Dámaso Alonso, Vicente Aleixandre, Manuel de Falla, Juan Gris, Pablo Picasso i Salvador Dalí.
Interrompuda per la Guerra Civil Espanyola, Litoral torna a aparèixer a Màlaga el 1968. En l'actualitat s'edita a Torremolinos.